# Nutuk

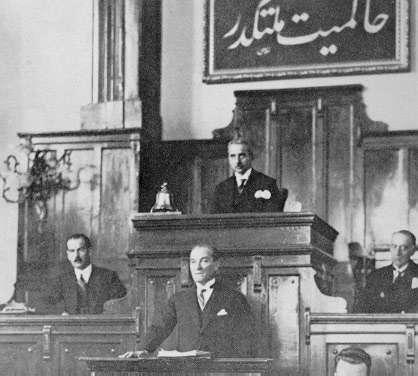
Mustafa Kemal felolvassa a Nutukot (1927).
A háttérben (kalligráfiával): حاكميت ملتكدر Hakimiyet Milletindir, „A szuverenitás a nemzeté”

A Nutuk (modern török: Söylev; „Beszéd”) Mustafa Kemal Atatürk beszéde, melyet 1927. október 15.–20. között adott elő a Köztársasági Néppárt második kongresszusán. A beszéd témája a török függetlenségi háború kezdete (1919. május 19.) és a Török Köztársaság megalapítása (1923) közt eltelt időszak eseményei voltak. A dokumentum a kemalizmus kutatásának fontos forrásanyaga. A beszéd felolvasása összesen 36 órát vett igénybe. A tudósok a beszédet a Török Köztársaság hivatalos, történészek általi történetírása alapjaként és modelljeként azonosították.
A beszéd körülbelül kétharmada kemény kritika a következő személyek ellen: Kazım Kara Bekir pasa, Rauf Bey (Orbay), Refet pasa (Bele), Mersinli Cemal pasa (Mersinli), Nureddin pasa, Kara Vasıf Bey (Karakol), Zeki Bey (Kadirbeyoğlu), Celaleddin Arif Bey, Cafer Tayyar pasa (Eğilmez), Ali Ihsan pasa (Sâbis), Bekir Sami Bey (Kunduh), Rıza Nur Bey, Edhem Bey és testvérei, Selahaddin Bey (Köseoğlu), Hussein Avni Bey (Ulaş), Ali Rıza pasa, Şerif pasa, Ahmet Izzet pasa (Furgaç) és Çürüksulu Mahmud pasa.